# 雅克·勒·迪韋萊克
雅克·勒·迪韋萊克（法語：Jacques Le Divellec，1932年9月15日—2024年6月14日）出生於法國巴黎，是一位法式料理廚師，曾經擁有Yachtman和Le Divellec兩家米其林指南星級餐廳。
雅克·勒·迪韋萊克曾任法國對外貿易顧問（法語：Conseiller du commerce extérieur de la France），因此也受大型飯店集團希爾頓酒店及度假村、凱悅酒店集團聘為餐飲顧問。

## 生平
雅克·勒·迪韋萊克出生在巴黎，不過兩年後舉家搬遷到新亞奎丹大區濱海夏朗德省的巴爾克港。他的父親曾經是一名職業水手，並且喜歡釣魚，雅克·勒·迪韋萊克從父親身上學會釣魚，並愛上釣魚的樂趣。他在十五歲的時候前往酒店職業學校就讀，在那裏取得職業能力證明（CAP）之後，便投入餐飲相關的行業。
雅克·勒·迪韋萊克在法國海軍服役，被派遣到楓丹白露的北大西洋公約組織歐洲盟軍最高司令部私人宅邸，前後服侍過阿爾方斯·朱安、德怀特·艾森豪威尔、馬修·李奇威、伯納德·蒙哥馬利。
1955年，雅克·勒·迪韋萊克曾經在雷蒙德·奧利弗的格蘭登維福爾餐廳，短暫的待了三年的時間。
1958年，雅克·勒·迪韋萊克到了拉羅謝爾舊港區，買下一家Le Chat Noir小型酒店，並改名為Yachtman，餐廳料理以海產料理和在地蔬菜為特色，四年後的1962年，Yachtman獲得米其林指南一顆星評鑑、1976年Yachtman得到米其林指南兩顆星評鑑。
1983年，雅克·勒·迪韋萊克到巴黎二次創業，以自己的姓氏為名的Le Divellec餐廳因此成立，菜單和風格仍舊是他拿手的魚類料理，還有各樣海鮮主菜，龍蝦料理是雅克·勒·迪韋萊克的拿手菜，Le Divellec餐廳很快就成為巴黎名流光顧的餐廳。
1986年，雅克·勒·迪韋萊克參與拉羅謝爾酒店學校（法語：Lycée hôtelier de La Rochelle）的創校。
2013年雅克·勒·迪韋萊克退休離開廚房，Le Divellec餐廳因此跟著無限期停止營業，直到2016年年輕廚師馬修·帕考（法語：Mathieu Pacaud）接手後，更名為Divellec餐廳重新開張。

### 往來於Le Divellec的政商名流
1983年Le Divellec開幕三個月時，法蘭索瓦·密特朗成為這裡的座上賓之後，接著賈克·席哈克、雷蒙·巴爾、米歇尔·罗卡尔、雅克·沙邦-戴爾馬、爱德华·巴拉迪尔、尼古拉·萨科齐、多米尼克·德维尔潘、米謝勒·阿利奧-瑪麗，相繼上門，因此這裡成為名流的新興聚會餐廳。
1989年在拉德芳斯舉辦的七大工業國組織會議第十五次會議，雅克·勒·迪韋萊克受命大會所有的餐食供應，他的團在在三天內總共做出22,000份餐點，給予37國的國家元首，外交使節、部長級官員，還有全球將近7,000名前往採訪的記者，這是他烹飪生涯當中，規模最大的一場宴會。

## 受獎
- 米其林指南兩顆星評鑑
- 農業功勳勳章
- 1985年 法國榮譽軍團勳章（騎士勳位）
- 1993年 學術棕櫚勳章
- 2000年 法國榮譽軍團勳章（軍官勳位）
- 2007年 法國榮譽軍團勳章（指揮官勳位，他是第一位獲得指揮官勳位的廚師）[5]

## 著作
雅克·勒·迪韋萊克是一位多產的作家，尤其專精在魚類烹飪和海鮮食材料理。
- 《魚、貝類和甲殼類動物》（法語：Larousse des Poissons, Coquillages et Crustacés）
- 《大海的美食》（法語：La Cuisine de la Mer）
- 《海洋的飲食》（法語：Le Régime de la Mer）
- 《海鮮佳餚》（法語：Les Bons Plats de la Mer）
- 《魚》（法語：Les Poissons）
- 《海洋的飲食》（法語：Le Régime de la Mer）
- 《偉大的草藥美食》（法語：La Grande Cuisine aux Herbes）
- 《生蠔》（法語：Les huîtres）
- 《我的人生，一場廚藝》（法語：Ma vie, une affaire de cuisine）
- 《魚和海鮮的完美料理》（法語：Bien cuisiner poissons et fruits de mer）
- 《與摩西、耶穌和穆罕默德同桌》（法語：À table avec Moïse, Jésus et Mahommet）
- 《海洋動物》（法語：Verrines marines）
- 《魚的完美料理——最好的魚和海鮮食譜》（法語：Bien cuisiner les poissons - best of les meilleures recettes de poissons et fruits de mer）

## 相關連結
- 亞馬遜書店上面的雅克·勒·迪韋萊克作品 （页面存档备份，存于）
- Yachtman （页面存档备份，存于）